# محمد أكرم (لاعب كريكت باكستاني)
محمد أكرم (9 أبريل 1964 بلاهور في باكستان - ) هو لاعب كريكت باكستاني. لعب مع Rawalpindi cricket team ‏.